# Неполоківці (станція)
Неполо́ківці — проміжна залізнична станція 5-го класу Івано-Франківської дирекції Львівської залізниці на неелектрифікованій лінії Коломия — Чернівці-Північна між станцією Лужани (9,5 км) та роз'їздом Завалля (5 км). Розташована у смт Неполоківці Чернівецького району Чернівецької області. Неподалік від станції пролягає автошлях національного значення Н10.

## Пасажирське сполучення
На станції зупиняються  приміські поїзди сполученням Коломия — Чернівці — Вадул-Сірет.